# 奥田ペドロ
奥田 ペドロ（Pedro Okuda、1990年4月20日 - ）は、ブラジル・サンパウロ州マリリア出身のプロ野球選手（内野手）。

## 経歴
日系ブラジル人3世。小学校3年生のときから野球を始め、15歳でボーイズリーグ世界大会にブラジル代表として出場。決勝で日本に敗れた。
中学卒業後に来日し、本庄第一高等学校に入学。1年生からレギュラーに定着。2年夏には同校初となる甲子園出場を果たし、1回戦の開星高校戦でサヨナラ本塁打を放つなど活躍。3年時には年齢が19歳となり、出場資格が無かったが、ブラジルとの学制の違いが考慮され出場可能となった。しかし、埼玉大会準決勝の聖望学園高校戦で敗退。
在学中の2009年12月16日にシアトル・マリナーズとマイナー契約を結び、翌春の卒業後、ベネズエラン・サマーリーグ・マリナーズでプレー。
2012年に第3回WBCのブラジル代表に選ばれた。
2013年オフの12月に放出された。